# Cooper Black

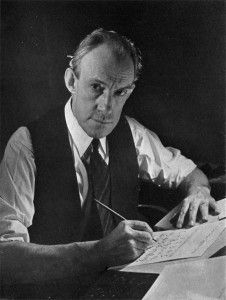
Oswald Cooper.

Cooper Black est une police de caractères à empattement conçue par Oswald Bruce Cooper (en) en 1922 et distribuée par la Barnhart Brothers & Spindler à partir de 1923. Elle est très populaire dans les années 1920 et 1930, et de nouveau dans les années 1960 et 1970. Elle est notamment utilisée dans le logo de la compagnie aérienne easyJet et dans le titre de la bande dessinée Garfield. Selon Patric Griffin, elle serait inspirée de Robur, caractère de George Auriol.